# Rivers Cuomo

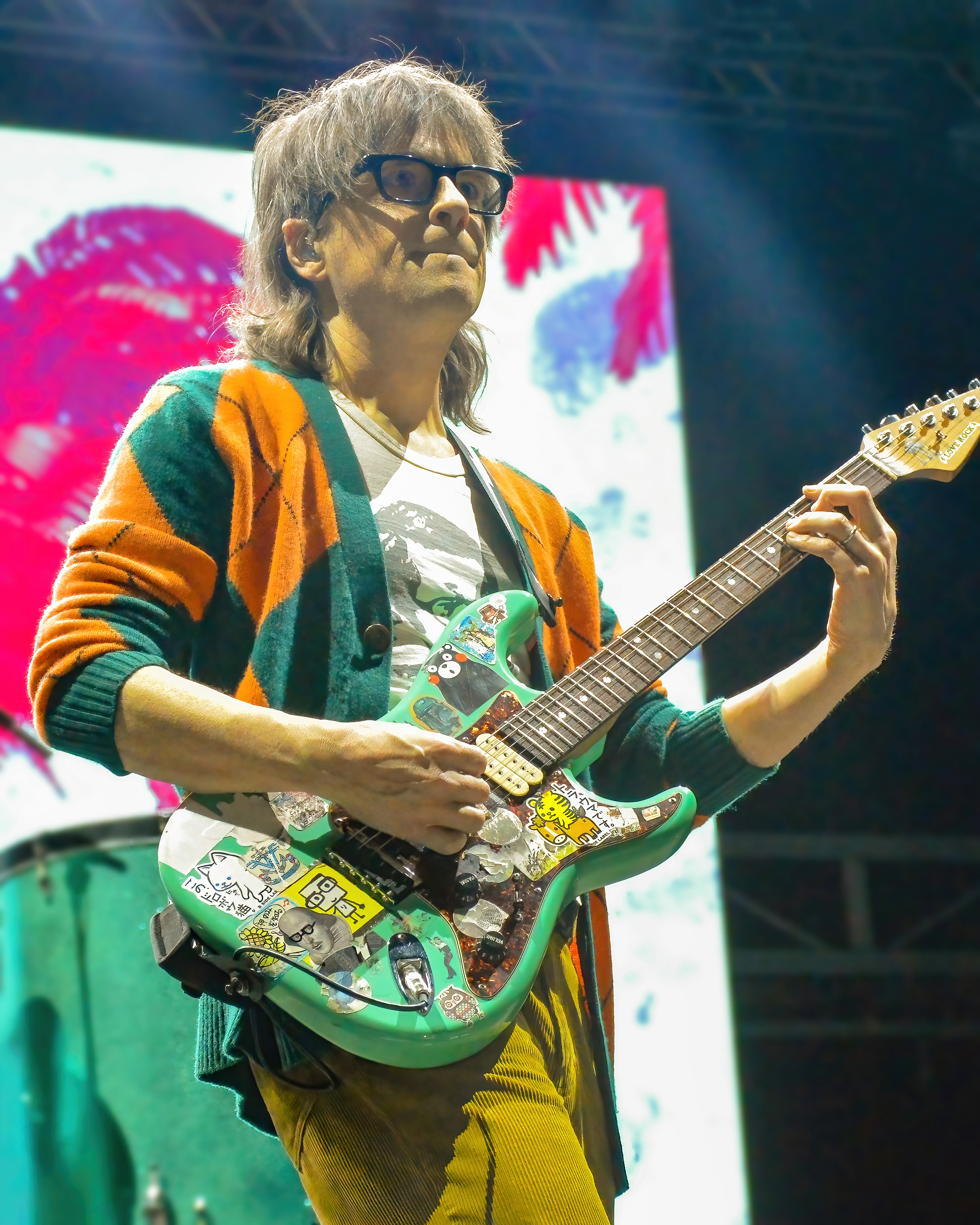
Rivers Cuomo (2022)

Rivers Cuomo (* 13. Juni 1970 in New York City) ist ein US-amerikanischer Musiker, der als Sänger und Gitarrist der Alternative-Rock-Band Weezer bekannt wurde.

## Lebenslauf
Cuomo wurde am 13. Juni 1970 in New York geboren und in einem Ashram in Pomfret, Connecticut, großgezogen. Aufgrund eines Umzugs des Ashram zogen seine Eltern in das nahegelegene Storrs, Connecticut. Cuomo besuchte die Edwin Oscar Smith High School, das Santa Monica College und das Harvard College.
Am 14. Februar 1992 gründete er zusammen mit Patrick Wilson (der ihn schon bei früheren Projekten begleitete), Matt Sharp und Jason Cropper die Band Weezer. Der Name der Band stammt aus Rivers Kindertagen, in denen er, aufgrund seiner Asthmaerkrankung den Spitznamen Weezer hatte (vom englischen „to wheeze“). 1993 wurden sie von Geffen Records unter Vertrag genommen. Das Debütalbum Weezer (The Blue Album) war auf Anhieb erfolgreich. Wegen des großen Erfolgs unterbrach Cuomo 1995 sein Literaturstudium, schloss es aber nach dem fünften Weezer-Album erfolgreich ab.
Am 18. Juni 2006 heiratete Rivers Kyoko Ito, die er schon seit 1997 kannte. Bei der Hochzeit in Paradise Cove, Malibu, erschienen auch alle früheren Weezer-Mitglieder (bis auf Mikey Welsh), sowie Justin Fisher und Rick Rubin.

## Lebensumstände
Rivers wurde mit einem Beinlängenunterschied von 44 mm geboren. Diesen Defekt korrigierte er, als ihm genug Geld dafür zur Verfügung stand. Aufgrund der Operation musste Rivers lange Zeit täglich eine Beinschiene tragen, die das künstlich gebrochene Bein fixierte.
Außerdem wuchs Cuomo mit geschiedenen Eltern auf, was ihn auch zu seinem Song „Say It Ain't So“ inspirierte.
Rivers Cuomo war stets bekannt als das unkommunikative, zurückhaltende Gehirn Weezers. Er nutzte das Songschreiben als Ausdrucksmedium und erzählt in seinen Texten oft von intimen Erlebnissen (Pink Triangle) oder Angst (Say It Ain’t So). Erst mit seiner Entdeckung der Vipassana-Meditation wurde Cuomo zu einem ausgeglicheneren Mann, was sich vor allen Dingen auch in seinem fünften Album „Make Believe“ widerspiegelt, dessen Texte wesentlich hoffnungsvoller klingen.

## Diskografie

### Studioalben
| Jahr | Titel                                         | Höchstplatzierung, Gesamtwochen, AuszeichnungChartsChartplatzierungen (Jahr, Titel, Platzierungen, Wochen, Auszeichnungen, Anmerkungen) | Anmerkungen                             |
| Jahr | Titel                                         | US | Anmerkungen                             |
| ---- | --------------------------------------------- | --- | --------------------------------------- |
| 2007 | Alone: The Home Recordings of Rivers Cuomo    | US163 (1 Wo.)US | Erstveröffentlichung: 18. Dezember 2007 |
| 2008 | Alone II: The Home Recordings of Rivers Cuomo | US175 (1 Wo.)US | Erstveröffentlichung: 25. November 2008 |

### Weitere Alben
- 2008: Not Alone – Rivers Cuomo and Friends: Live at Fingerprints
- 2011: Alone III – The Pinkerton Years
- 2020: Alone IV: Before Weezer
- 2020: Alone V: The Blue-Pinkerton Years
- 2020: Alone VI: The Black Room
- 2020: Alone VII: The Green Years
- 2020: Alone VIII: The Maladroit Years
- 2020: Alone IX: The Make Believe Years
- 2020: Alone X: The Red-Raditude-Hurley Years
- 2020: Alone XI: The Ewbaite Years
- 2020: Alone XII: The White Years

### Singles
| Jahr | Titel Album                                       | Höchstplatzierung, Gesamtwochen, AuszeichnungChartplatzierungen (Jahr, Titel, Album, Platzierungen, Wochen, Auszeichnungen, Anmerkungen) | Höchstplatzierung, Gesamtwochen, AuszeichnungChartplatzierungen (Jahr, Titel, Album, Platzierungen, Wochen, Auszeichnungen, Anmerkungen) | Anmerkungen                                                                       |
| Jahr | Titel Album                                       | UK | US | Anmerkungen                                                                       |
| ---- | ------------------------------------------------- | --- | --- | --------------------------------------------------------------------------------- |
| 2003 | Stupid Girl Year of the Spider                    | UK83 (1 Wo.)UK | — | Erstveröffentlichung: April 2003 Cold feat. Rivers Cuomo                          |
| 2010 | Magic B.o.B Presents: The Adventures of Bobby Ray | UK16 Gold · (18 Wo.)UK | US10 ×3Dreifachplatin · (20 Wo.)US | Erstveröffentlichung 6. Juli 2010 B.o.B. feat. Rivers Cuomo Verkäufe: + 3.487.500 |

Weitere Singles
- 2011: Can’t Keep My Hands off You (Simple Plan feat. Rivers Cuomo)
- 2011: Earthquakey People (Steve Aoki feat. Rivers Cuomo)
- 2011: High Maintenance (Miranda Cosgrove feat. Rivers Cuomo)
- 2015: Snowed in (Big Data feat. Rivers Cuomo)
- 2016: Too Young (Zeds Dead feat. Rivers Cuomo & Pusha T)
- 2017: I Still Wanna Know (RAC feat. Rivers Cuomo)
- 2018: Medicine For Melancholy
- 2018: Sober Up (AJR feat. Rivers Cuomo, US: ×2Doppelplatin )
- 2019: Gucci Rock n Rolla (Snakehips feat. Rivers Cuomo & Kyle)
- 2021: End of Me (Billy Talent feat. Rivers Cuomo)
- 2022: Anak Sekolah